# Réserve naturelle volontaire de la Côte du prieur
La réserve naturelle volontaire de la Côte du Prieur  (RNR 17) est une ancienne réserve naturelle volontaire française  créée en 1988, sur le territoire de la commune de Villemeux-sur-Eure, dans le département d'Eure-et-Loir. Elle occupait une superficie de 2,49 hectares.

## Histoire du site et de la réserve
L'intérêt du site aboutit à un classement en réserve naturelle volontaire (RNV) en 1988 pour une durée de six ans. La loi « démocratie de proximité » du 27 février 2002 transforme les RNV en réserves naturelles régionales (RNR), ce qui est le cas pour la Côte du Prieur. 
Le décret d'application no 2005-491 du 18 mai 2005 précise dans son article 6 que « le classement en RNR court jusqu'à l'échéance de l'agrément qui avait été initialement accordé à la réserve volontaire ». Le classement en RNR a donc pris fin après six ans depuis le dernier agrément, probablement au début des années 2000.
L'ancienne réserve naturelle volontaire est partie intégrante du site Natura 2000  FR2400552 Vallée de l’Eure de Maintenon à Anet et vallons affluents, dont elle représente 2 % de la superficie actuelle.

## Administration, plan de gestion, règlement..
L’administration locale et la gestion de la réserve ont été placées sous la responsabilité d'Édouard Lemée (Écluzelles).  

### Outils et statut juridique
L'arrêté de création no 2553 a été pris par le préfet d'Eure-et-Loir en date du 19 octobre 1988.